# Carlos Manuel de Céspedes (ort i Kuba)
Carlos Manuel de Céspedes är en ort i Kuba.   Den ligger i provinsen Provincia de Camagüey, i den östra delen av landet, 500 km öster om huvudstaden Havanna. Carlos Manuel de Céspedes ligger 70 meter över havet och antalet invånare är 25 707.
Terrängen runt Carlos Manuel de Céspedes är platt. Runt Carlos Manuel de Céspedes är det ganska glesbefolkat, med 50 invånare per kvadratkilometer. Närmaste större samhälle är Florida, 8,1 km sydost om Carlos Manuel de Céspedes. Trakten runt Carlos Manuel de Céspedes består till största delen av jordbruksmark.